# Vernusse
 Vernusse  là một xã ở tỉnh Allier thuộc miền trung nước Pháp.